# Deutscher Sportclub Arminia Bielefeld 2003-2004
Questa voce raccoglie le informazioni riguardanti il Deutscher Sportclub Arminia Bielefeld nelle competizioni ufficiali della stagione 2003-2004.

## Stagione
Nella stagione 2003-2004 l'Arminia Bielefeld, allenato da Benno Möhlmann, Thomas von Heesen e Uwe Rapolder, concluse il campionato di 2. Bundesliga al 2º posto e fu promosso in Bundesliga 2004-2005. In Coppa di Germania l'Arminia Bielefeld fu eliminato al primo turno dal St. Pauli.

## Rosa
| N. |                      | Ruolo | Calciatore          |
| -- | -------------------- | ----- | ------------------- |
| 1  | Germania (bandiera)  | P     | Mathias Hain        |
| 2  | Germania (bandiera)  | D     | Roland Benschneider |
| 3  | Brasile (bandiera)   | D     | Márcio Borges       |
| 4  | Rep. Ceca (bandiera) | D     | Petr Gabriel        |
| 5  | Germania (bandiera)  | C     | Rüdiger Kauf        |
| 6  | Germania (bandiera)  | C     | Detlev Dammeier     |
| 8  | Polonia (bandiera)   | D     | Maciej Murawski     |
| 10 | Albania (bandiera)   | C     | Fatmir Vata         |
| 11 | Colombia (bandiera)  | C     | Jésus Sinisterra    |
| 13 | Germania (bandiera)  | C     | Philipp Heithölter  |
| 14 | Germania (bandiera)  | A     | Marco Küntzel       |
| 15 | Polonia (bandiera)   | D     | Daniel Bogusz       |
| 16 | Germania (bandiera)  | D     | Benjamin Lense      |

| N. |                                 | Ruolo | Calciatore           |
| -- | ------------------------------- | ----- | -------------------- |
| 17 | Belgio (bandiera)               | D     | Bernd Rauw           |
| 18 | Ghana (bandiera)                | A     | Isaac Boakye         |
| 19 | Zimbabwe (bandiera)             | A     | Newton Ben Katanha   |
| 20 | Austria (bandiera)              | A     | Zeljko Radovic       |
| 21 | Italia (bandiera)               | C     | Massimilian Porcello |
| 22 | Germania (bandiera)             | D     | Patrick Owomoyela    |
| 23 | Germania (bandiera)             | P     | Dennis Eilhoff       |
| 24 | Germania (bandiera)             | A     | Sebastian Radtke     |
| 25 | Austria (bandiera)              | A     | Mirnel Sadović       |
| 26 | Bosnia ed Erzegovina (bandiera) | D     | Adis Hasić           |
| 27 | Germania (bandiera)             | D     | Martin Amedick       |
| 28 | Germania (bandiera)             | P     | Sebastian Völzow     |
| 29 | Germania (bandiera)             | C     | Finn Holsing         |

## Organigramma societario
Area tecnica
- Allenatore: Uwe Rapolder
- Allenatore in seconda: Frank Geideck
- Preparatore dei portieri: Thomas Schlieck
- Preparatori atletici:

## Calciomercato

### Sessione estiva
| Acquisti | Acquisti            | Acquisti            | Acquisti |
| R.       | Nome                | da                  | Modalità |
| -------- | ------------------- | ------------------- | -------- |
| A        | Isaac Boakye        | Asante Kotoko       |          |
| D        | Petr Gabriel        | Kaiserslautern      |          |
| D        | Roland Benschneider | Eintracht Treviri   |          |
| D        | Adis Hasić          | Cloppenburg         |          |
| C        | Philipp Heithölter  | Fichte Bielefeld    |          |
| A        | Newton Ben Katanha  | BSV Juniors         |          |
| A        | Marco Küntzel       | Borussia M'gladbach |          |
| D        | Patrick Owomoyela   | Paderborn           |          |
| A        | Zeljko Radovic      | Ried                |          |
| A        | Sebastian Radtke    | TeBe Berlino        |          |

| Cessioni | Cessioni            | Cessioni              | Cessioni |
| R.       | Nome                | da                    | Modalità |
| -------- | ------------------- | --------------------- | -------- |
| A        | Rade Bogdanović     | Al-Wahda              |          |
| C        | Ansgar Brinkmann    | LR Ahlen              |          |
| A        | Cha Du-ri           | Eintracht Francoforte |          |
| C        | Christoph Dabrowski | Hannover 96           |          |
| A        | Momo Diabang        | Bochum                |          |
| D        | Torjus Hansén       | Rosenborg             |          |
| A        | Marek Heinz         | Baník Ostrava         |          |
| P        | Simon Henzler       | Union Berlino         |          |
| D        | Saša Janić          | Unterhaching          |          |
| D        | Bastian Reinhardt   | Amburgo               |          |
| A        | Artur Wichniarek    | Hertha Berlino        |          |

### Sessione invernale
| Acquisti | Acquisti | Acquisti | Acquisti |
| R.       | Nome     | da       | Modalità |
| -------- | -------- | -------- | -------- |

| Cessioni | Cessioni | Cessioni | Cessioni |
| R.       | Nome     | da       | Modalità |
| -------- | -------- | -------- | -------- |

## Risultati

### 2. Bundesliga

#### Girone di andata
| Arbitro: | Fleischer |

|                  |           |                                         |
| Aliaj 73’ (aut.) | Marcatori | 38’ Radulović 49’ Simioni 70’ Ouédraogo |

| Lubecca 8 agosto 2003, ore 19:00 CEST 2ª giornata | Lubecca | 0 – 0 referto | Arminia Bielefeld | Stadion an der Lohmühle (8 500 spett.)\| Arbitro: \| Stark \| |
| Arbitro:                                          | Stark   |               |                   |                                                               |

| Arbitro: | Kammerer |

|                           |           |  |
| Vata 35’, 40’ Radovic 84’ | Marcatori |  |

| Arbitro: | Anklam |

|            |           |  |
| Copado 18’ | Marcatori |  |

| Arbitro: | Meyer |

|                                            |           |              |
| Küntzel 23’ Boakye 45’ Dammeier 90’ (rig.) | Marcatori | 73’ Eggimann |

| Arbitro: | Seemann |

|           |           |                         |
| Dione 18’ | Marcatori | 5’ Boakye 33’ Owomoyela |

| Arbitro: | Hoyzer |

|                                                |           |              |
| Owomoyela 20’ Porcello 55’ Dammeier 64’ (rig.) | Marcatori | 31’ Mokhtari |

| Arbitro: | Schriever |

|                             |           |                                      |
| Patschinski 26’ Winkler 61’ | Marcatori | 20’ Owomoyela 28’ Küntzel 51’ Boakye |

| Arbitro: | Trautmann |

|            |           |  |
| Boakye 39’ | Marcatori |  |

| Arbitro: | Albrecht |

|           |           |  |
| Keïta 24’ | Marcatori |  |

| Arbitro: | Fandel |

|              |           |                                             |
| Porcello 24’ | Marcatori | 50’ Silva 63’ (aut.) Benschneider 68’ Silva |

| Arbitro: | Sippel |

|                            |           |  |
| Grlić 28’ (rig.) Gómez 87’ | Marcatori |  |

| Arbitro: | Frank |

|          |           |                |
| Kauf 33’ | Marcatori | 38’ Toppmöller |

| Arbitro: | Kircher |

|           |           |  |
| Vittek 5’ | Marcatori |  |

| Arbitro: | Rafati |

|              |           |            |
| Porcello 40’ | Marcatori | 87’ Kleine |

| Arbitro: | Brych |

|                                     |           |  |
| Küntzel 27’, 29’, 41’, 55’ Vata 65’ | Marcatori |  |

| Arbitro: | Schalk |

|  |           |                        |
|  | Marcatori | 82’ Bogusz 90’ Katanha |

#### Girone di ritorno
| Arbitro: | Schmidt |

|                                              |           |                         |
| Scharpenberg 52’ Montero 68’ Rietpietsch 74’ | Marcatori | 15’ Boakye 65’ Porcello |

| Arbitro: | Seemann |

|            |           |                                      |
| Boakye 81’ | Marcatori | 8’ Zandi 69’ Thioune 80’ Plaßhenrich |

| Ahlen 15 febbraio 2004, ore 15:00 CET 20ª giornata | LR Ahlen | 0 – 0 referto | Arminia Bielefeld | Wersestadion (6 098 spett.)\| Arbitro: \| Anklam \| |
| Arbitro:                                           | Anklam   |               |                   |                                                     |

| Arbitro: | Drees |

|            |           |  |
| Boakye 45’ | Marcatori |  |

| Arbitro: | Pickel |

|                |           |                        |
| Casey 68’, 75’ | Marcatori | 11’ Boakye 81’ Radovic |

| Bielefeld 7 marzo 2004, ore 15:00 CET 23ª giornata | Arminia Bielefeld | 0 – 0 referto | Jahn Ratisbona | SchücoArena (9 437 spett.)\| Arbitro: \| Gräfe \| |
| Arbitro:                                           | Gräfe             |               |                |                                                   |

| Arbitro: | Schriever |

|  |           |           |
|  | Marcatori | 21’ Lense |

| Arbitro: | Raquet |

|                           |           |                 |
| Vata 2’, 19’ Porcello 78’ | Marcatori | 30’ (rig.) Koch |

| Arbitro: | Sippel |

|  |           |                       |
|  | Marcatori | 30’ Vata 47’ Porcello |

| Arbitro: | Rafati |

|                       |           |            |
| Boakye 7’ Küntzel 61’ | Marcatori | 31’ Ristić |

| Arbitro: | Meyer |

|         |           |                               |
| Lőw 72’ | Marcatori | 81’ Radovic 90’ (rig.) Boakye |

| Arbitro: | Brych |

|                                |           |  |
| Boakye 30’, 48’ Sinisterra 68’ | Marcatori |  |

| Arbitro: | Schalk |

|                |           |            |
| Shubitidze 90’ | Marcatori | 29’ Boakye |

| Arbitro: | Fandel |

|             |           |                                    |
| Gabriel 45’ | Marcatori | 5’ Vittek 27’ Müller 50’ Krzynówek |

| Arbitro: | Gräfe |

|           |           |                   |
| Ruman 65’ | Marcatori | 25’, 29’ Dammeier |

| Osnabrück 16 maggio 2004, ore 15:00 CEST 33ª giornata | Osnabrück | 0 – 0 referto | Arminia Bielefeld | Piepenbrockstadion an der Bremer Brücke (16 000 spett.)\| Arbitro: \| Fleischer \| |
| Arbitro:                                              | Fleischer |               |                   |                                                                                    |

| Arbitro: | Keßler |

|            |           |                                   |
| Boakye 60’ | Marcatori | 5’ (rig.) Ahanfouf 51’, 87’ Kurth |

### Coppa di Germania
| Arbitro: | Weiner |

|                                   |                      |                                             |
| Sager Gruszka Hanke Mayer Uilacan | Tiri di rigore 4 – 3 | Sinisterra Küntzel Borges Porcello Dammeier |

## Statistiche

### Statistiche di squadra
| Competizione      | Punti | In casa | In casa | In casa | In casa | In casa | In casa | In trasferta | In trasferta | In trasferta | In trasferta | In trasferta | In trasferta | Totale | Totale | Totale | Totale | Totale | Totale | DR  |
| Competizione      | Punti | G       | V       | N       | P       | Gf      | Gs      | G            | V            | N            | P            | Gf           | Gs           | G      | V      | N      | P      | Gf     | Gs     | DR  |
| ----------------- | ----- | ------- | ------- | ------- | ------- | ------- | ------- | ------------ | ------------ | ------------ | ------------ | ------------ | ------------ | ------ | ------ | ------ | ------ | ------ | ------ | --- |
| 2. Bundesliga     | 56    | 17      | 9       | 3       | 5       | 31      | 21      | 17           | 7            | 5            | 5            | 19           | 16           | 34     | 16     | 8      | 10     | 50     | 37     | +13 |
| Coppa di Germania | -     | 0       | 0       | 0       | 0       | 0       | 0       | 1            | 0            | 1            | 0            | 0            | 0            | 1      | 0      | 1      | 0      | 0      | 0      | 0   |
| Totale            | 56    | 17      | 9       | 3       | 5       | 31      | 21      | 18           | 7            | 6            | 5            | 19           | 16           | 35     | 16     | 9      | 10     | 50     | 37     | +13 |

### Andamento in campionato
| Giornata  | 1  | 2  | 3 | 4  | 5 | 6 | 7 | 8 | 9 | 10 | 11 | 12 | 13 | 14 | 15 | 16 | 17 | 18 | 19 | 20 | 21 | 22 | 23 | 24 | 25 | 26 | 27 | 28 | 29 | 30 | 31 | 32 | 33 | 34 |
| --------- | -- | -- | - | -- | - | - | - | - | - | -- | -- | -- | -- | -- | -- | -- | -- | -- | -- | -- | -- | -- | -- | -- | -- | -- | -- | -- | -- | -- | -- | -- | -- | -- |
| Luogo     | C  | T  | C | T  | C | T | C | T | C | T  | C  | T  | C  | T  | C  | C  | T  | T  | C  | T  | C  | T  | C  | T  | C  | T  | C  | T  | C  | T  | C  | T  | T  | C  |
| Risultato | P  | N  | V | P  | V | V | V | V | V | P  | P  | P  | N  | P  | N  | V  | V  | P  | P  | N  | V  | N  | N  | V  | V  | V  | V  | V  | V  | N  | P  | V  | N  | P  |
| Posizione | 18 | 15 | 9 | 13 | 8 | 5 | 4 | 1 | 1 | 2  | 4  | 7  | 5  | 8  | 8  | 6  | 5  | 6  | 8  | 8  | 6  | 6  | 6  | 5  | 4  | 3  | 3  | 2  | 2  | 2  | 2  | 2  | 2  | 2  |

Legenda:

Luogo: C = Casa; T = Trasferta. Risultato: V = Vittoria; N = Pareggio; P = Sconfitta.

### Statistiche dei giocatori
| Giocatore       | 2. Bundesliga | 2. Bundesliga | 2. Bundesliga | 2. Bundesliga | Coppa di Germania | Coppa di Germania | Coppa di Germania | Coppa di Germania | Totale   | Totale | Totale      | Totale     |
| Giocatore       | Presenze      | Reti          | Ammonizioni   | Espulsioni    | Presenze          | Reti              | Ammonizioni       | Espulsioni        | Presenze | Reti   | Ammonizioni | Espulsioni |
| --------------- | ------------- | ------------- | ------------- | ------------- | ----------------- | ----------------- | ----------------- | ----------------- | -------- | ------ | ----------- | ---------- |
| M. Amedick      | 1             | 0             | 0             | 0             | 0                 | 0                 | 0                 | 0                 | 1        | 0      | 0           | 0          |
| R. Benschneider | 26            | 0             | 7             | 0             | 1                 | 0                 | 1                 | 0                 | 27       | 0      | 8           | 0          |
| I. Boakye       | 26            | 14            | 3             | 1             | 0                 | 0                 | 0                 | 0                 | 26       | 14     | 3           | 1          |
| D. Bogusz       | 20            | 1             | 0             | 0             | 1                 | 0                 | 0                 | 0                 | 21       | 1      | 0           | 0          |
| M. Borges       | 19            | 0             | 4             | 1             | 1                 | 0                 | 1                 | 0                 | 20       | 0      | 5           | 1          |
| D. Dammeier     | 32            | 4             | 4             | 0             | 1                 | 0                 | 0                 | 0                 | 33       | 4      | 4           | 0          |
| D. Eilhoff      | 1             | 0             | 0             | 0             | 0                 | 0                 | 0                 | 0                 | 1        | 0      | 0           | 0          |
| P. Gabriel      | 31            | 1             | 4             | 0             | 0                 | 0                 | 0                 | 0                 | 31       | 1      | 4           | 0          |
| M. Hain         | 34            | 0             | 3             | 0             | 1                 | 0                 | 0                 | 0                 | 35       | 0      | 3           | 0          |
| A. Hasić        | 0             | 0             | 0             | 0             | 0                 | 0                 | 0                 | 0                 | 0        | 0      | 0           | 0          |
| P. Heithölter   | 4             | 0             | 0             | 0             | 0                 | 0                 | 0                 | 0                 | 4        | 0      | 0           | 0          |
| F. Holsing      | 0             | 0             | 0             | 0             | 0                 | 0                 | 0                 | 0                 | 0        | 0      | 0           | 0          |
| B. Katanha      | 22            | 1             | 0             | 0             | 1                 | 0                 | 0                 | 0                 | 23       | 1      | 0           | 0          |
| R. Kauf         | 33            | 1             | 8             | 0             | 1                 | 0                 | 0                 | 0                 | 34       | 1      | 8           | 0          |
| M. Küntzel      | 34            | 7             | 2             | 0             | 1                 | 0                 | 0                 | 0                 | 35       | 7      | 2           | 0          |
| B. Lense        | 18            | 1             | 5             | 0             | 0                 | 0                 | 0                 | 0                 | 18       | 1      | 5           | 0          |
| M. Murawski     | 10            | 0             | 3             | 0             | 0                 | 0                 | 0                 | 0                 | 10       | 0      | 3           | 0          |
| P. Owomoyela    | 33            | 3             | 4             | 0             | 1                 | 0                 | 0                 | 0                 | 34       | 3      | 4           | 0          |
| M. Porcello     | 34            | 6             | 2             | 0             | 1                 | 0                 | 0                 | 0                 | 35       | 6      | 2           | 0          |
| Z. Radovic      | 22            | 3             | 1             | 0             | 1                 | 0                 | 0                 | 0                 | 23       | 3      | 1           | 0          |
| S. Radtke       | 2             | 0             | 0             | 0             | 0                 | 0                 | 0                 | 0                 | 2        | 0      | 0           | 0          |
| B. Rauw         | 22            | 0             | 3             | 0             | 1                 | 0                 | 0                 | 0                 | 23       | 0      | 3           | 0          |
| M. Sadović      | 2             | 0             | 0             | 0             | 0                 | 0                 | 0                 | 0                 | 2        | 0      | 0           | 0          |
| J. Sinisterra   | 20            | 1             | 3             | 0             | 1                 | 0                 | 0                 | 0                 | 21       | 1      | 3           | 0          |
| F. Vata         | 24            | 6             | 6             | 0             | 1                 | 0                 | 0                 | 0                 | 25       | 6      | 6           | 0          |
| S. Völzow       | 0             | 0             | 0             | 0             | 0                 | 0                 | 0                 | 0                 | 0        | 0      | 0           | 0          |